# Emilio Rosenblueth
Emilio Rosenblueth   (Ciutat de Mèxic, 8 d'abril de 1926 - Ciutat de Mèxic, 11 de gener de 1994) fou un enginyer sísmic mexicà.
Es va dedicar a la investigació de fenòmens sísmics, i en particular a l'estudi del comportament dels edificis davant dels terratrèmols. Els seus estudis han permès la construcció d'edificis de gran altura, preses i centrals nuclears a regions del planeta amb risc de patir terratrèmols.

## Joventut i educació
Va néixer a la Ciutat de Mèxic dins d'una família jueva. El seu pare Emilio Rosenblueth Stearns va néixer a Chihuahua, i va ser germà de l'investigador i sociòleg Arturo Rosenblueth Stearns. Mentre la seva mare Charlotte Deutsch Kleinman va néixer a Hongria i la seva família va emigrar als Estats Units d'Amèrica el 1902.
S'interessà per la fenomenologia sísmica a causa de la pròpia ubicació de Mèxic en una de les zones més actives del globus en terratrèmols. Va ingressar a la Universitat Nacional Autònoma de Mèxic (UNAM) on va obtenir una llicenciatura el 1948. Va obtenir un màster el 1949 i un doctorat el 1951 a la Universitat d'Illinois.

## Docència i assessor
Va impartir classes a l'Institut d'Enginyeria de la Universitat Nacional Autònoma de Mèxic, en va ser el director i promotor del primer ordinador a Mèxic (IBM 650, 1958). Va ser professor visitant a universitats dels Estats Units d'Amèrica, Itàlia, El Salvador, Veneçuela, Colòmbia, Equador, Nova Zelanda, Anglaterra, Espanya, Israel, Xina i Cuba.
Va ser assessor de la Unesco i de l'Organització d'Estats Americans (OEA) en matèria sísmica i de recerca científica. Va ser membre d'acadèmies i associacions mexicanes i estrangeres, com l'Acadèmia de la Investigació Científica, el Col·legi d'Enginyers Civils de Mèxic, la Societat Mexicana d'Enginyeria Sísmica, la Societat Mexicana de Mecànica de Sòls, l'American Society of Civil Engineers, l'American Concrete Institute, la Seismological Society of America, l'International Association for Earthquake Engineering, l'Associació Llatinoamericana de Sismologia i Enginyeria Antisísmica, la Unió Panamericana d'Associacions d'Enginyers, i l'Acadèmia Nacional de Ciències dels Estats Units.

## Aportacions
Els seus estudis sobre els moviments sísmics li permeteren afirmar que el disseny de l'estructura dels edificis construïts en terrenys amb risc sísmic no sols havia de comprendre una visió tècnica sinó també ètica, ja que l'enginyer està obligat a prendre unes decisions que repercuteixen sobre la societat, donant així un to humanista a les construccions.
Va fer investigacions en Enginyeria Antisísmica en tres fronts:
- la descripció probabilística de la sismicitat i la freqüència de generació dels tremolors;
- l'estudi de la dinàmica dels sòls; i
- el disseny de les estructures idònies per resistir aquests moviments.

Amb l'avenç en aquests tres aspectes es va començar a construir cada vegada amb més seguretat a les regions d'elevat risc sísmic. Gràcies als seus estudis, i en bona part a causa dels descobriments del professor Rosenblueth, s'han pogut aixecar edificis de considerable alçada, preses i construccions tan complexes com a centrals nuclears, que requereixen una total exactitud i seguretat a les seves estructures, als països afectats periòdicament per tremolors.
Emilio Rosenblueth va fer l'aplicació del càlcul probabilístic a aquest i altres camps de l'enginyeria. Els seus treballs s'han pres com a referència per a l'elaboració de reglaments indicatius en la construcció d'edificis, els paràmetres dels quals varien segons l'ús que es donarà a l'edificació, el tipus de terreny sobre el qual s'assenta, i la sismicitat.

## Acompliment professional
Va ser coordinador de recerca científica a la UNAM, va treballar per a l'empresa mexicana Ingenieros Civiles Asociados (ICA), per a la Secretaria d'Agricultura i Recursos Hidràulics. Va ser sotssecretari de la Secretaria d'Educació Pública a Mèxic del 1978 al 1982.

## Obres
- Consideraciones sobre el diseño sísmico
- On earthquake-resistant design
- Presión hidrodinámica en presas debida a aceleración vertical con refracción de fondo
- Torsiones sísmicas en edificios de un piso

## Premis i distincions
- Premi de Recerca Científica de l'Acadèmia Mexicana de Ciències, el 1963.[4]
- Membre del Col·legi Nacional el 4 d'abril de 1972.[3]
- Premi de Ciències Luis Elizondo el 1973.
- Premi Nacional de Ciències i Arts a l'àrea de Ciències Físico-Matemàtiques i Naturals pel govern de Mèxic el 1974.[5]
- Investigador Emèrit de l'Institut d'Enginyeria de la UNAM el 1988.
- Premi Príncep d'Astúries, pel govern d'Espanya el 1985.[6]
- En el seu homenatge la secundària 305, ubicada a Guadalupe I. Ramírez, s/n, Potrero de San Bernardino porta el seu nom.

## La seva mort
Morí l'11 de gener de 1994 a casa seva a la capital mexicana.